# みんなのうた3
「みんなのうた 3」は、ミドリカワ書房の4枚目のオリジナルアルバム。2008年9月10日発売。

## 概要
- ソニーミュージックレコーズとの契約解除後初の作品であり、前作より1年7ヶ月ぶりのアルバム。
- 今作は初回盤・通常盤の区別はない。
- 現在、ミドリカワ書房のオリジナルアルバムの中で唯一、ナレーショントラックが不規則に収録されている。ナレーションは茂木淳一が担当。

## 収録曲
タイトルの頭に「〜」が付いているトラックは、茂木淳一によるナレーション。
1. SAVA (4:23)
（作詞・作曲：緑川伸一　編曲：Shiosalt）
タイトル通り、鯖がテーマの楽曲。打ち込みが多用されている。
2. 私の恋愛 (3:57)
（作詞・作曲：緑川伸一　編曲：佐藤友亮・設楽博臣）
講師と恋に落ち、別れた大学生の歌。
3. 〜お茶の水クライベイビー (0:53)
ギターを買いに来た客を案内する店員。
4. 誰よりもあなたを (4:12)
（作詞・作曲：緑川伸一　編曲：佐藤友亮・設楽博臣）
片思いがテーマ。相手を好きになりすぎてストーカー行為に走る女の歌。
5. サヨナラニッポン (3:56)
（作詞・作曲：緑川伸一　編曲：佐藤友亮・設楽博臣）
不法就労がテーマ。
6. ～毒が3倍 [当社比] (0:27)
殺虫剤のCM。
7. 君と今夜こそ (2:28)
（作詞・作曲：緑川伸一　編曲：山下隆通）
下心がテーマ。
8. 生きて死んで (3:41)
（作詞・作曲：緑川伸一　編曲：佐藤友亮・設楽博臣）
風俗嬢がテーマ。
9. 〜TDJ
冗談を言いまくるタクシーの運転手。
10. 頑張るな (4:02)
（作詞・作曲：緑川伸一　編曲：佐藤友亮・設楽博臣）
働き過ぎの友人を心配する男の歌。
11. 〜ナポリタン (1:02)
ナンパする外国人。
12. 危険な二人 (4:18)
（作詞・作曲：緑川伸一　編曲：山下隆通）
13. 〜謝罪会見 -しっとりとつぶつぶとmix- (1:20)
商品の不具合に関する謝罪会見。
14. ごめんな (4:44)
（作詞・作曲：緑川伸一　編曲：山下隆通）
いじめがテーマ。父親目線で描かれている。
15. おめえだよ (5:40)
（作詞・作曲：緑川伸一　編曲：設楽博臣）
過失致死傷、死体遺棄、児童虐待がテーマ。
16. 〜続・謝罪会見 -デリケートハネムーンmix- (4:02)
謝罪会見の続き。
17. 春よ来るな (5:28)
（作詞・作曲：緑川伸一　編曲：田中志門）
娘を東京に行かせたくない父親の歌。
18. 〜耳 For You (0:42)
猫にパンの耳を与えようとする男。